# Amuseta
Se llama amuseta a un mosquete inventado por el mariscal de Sajonia. 
En la amuseta el cañón tenía unos cinco pies de largo y su calibre era de dieciocho líneas. Se llevaba sobre un afuste compuesto de una pieza de madera adaptada al eje de dos ruedas, de tres pies y medio de diámetro. En lo alto de esta pieza de madera que se elevaba más que las ruedas había una horquilla de hierro en la que se ponía la amuseta y sobre uno de los lados un cofre o arquilla apara guardar la pólvora y las balas. 
Estaba también agujereada cerca del eje para recibir dos varas de madera por cuyo medio y el de una cuerda atada al eje, un soldado podía fácilmente mover toda la máquina y dos, llevarla bien. Su alcance era de más de 4.000 pasos con una violencia extrema. Esta arma era muy certera: admitía balas de plomo de media libra. Cuando había que pasarla por las sendas de las montañas, se echaban hacia atrás las varas y dos soldados la transportaban fácilmente. 